# Attidops cinctipes
Attidops cinctipes là một loài nhện trong họ Salticidae.
Loài này thuộc chi Attidops. Attidops cinctipes được Richard C. Banks miêu tả năm 1900.